# For Cash
For Cash é um filme mudo norte-americano de 1915, do gênero drama, dirigido por Lon Chaney. For Cash é agora considerado um filme perdido.

## Elenco
- J. Warren Kerrigan - Arthen Owen
- Vera Sisson - Vera Ronceval
- J. Edwin Brown - Amos Ronceval (como Mr. Brown)
- William Quinn - Lee Varick
- Walter Bytell - Sr. Ronceval